# Beit al-Wali
Beit al-Wali (Beyt el-Wali) és un llogaret d'Egipte, on hi havia un antic temple egipci. Estava a uns 50 km al sud d'Assuan i prop del Temple de Kalabsha (fou traslladat no gaire lluny per evitar ser submergit per les aigües del Llac Nasser, gràcies a un equip d'arqueòlogues i experts polonesos)
Construït a l'època de Ramsès II se segurament el més antic, essent uns anys anterior a Gerf Hussein. Fou construït en un lloc sense pobles a la vora.
Fou dedicat a Amon. A l'època cristiana es va fer servir per eremites i segurament com a lloc de culte, gràcies al qual fou conservat. Les pintures i gravats estan en bon estat i reflecteixen moments de la vida de Ramsès II, en pau i a la batalla. Hi figuren també el príncep Amunhershepeshef, i Khaemwese, després gran sacerdot de Ptah a Memfis, acompanyant al faraó a la batalla (però quant es va produir la batalla ambdós eren nens de pocs anys). Hi ha estàtues i pilars. El santuari té uns 10 m².